# Madballs
Madballs è un videogioco d'azione pubblicato a fine 1987 - inizio 1988 per Amstrad CPC, Commodore 64 e ZX Spectrum dalla Ocean Software. Simile nel funzionamento a Bounder, è basato con licenza ufficiale sulla linea di giocattoli statunitense Madballs (traducibile "palle matte"), palle gommose con fattezze di mostricciattoli. Le musiche su Commodore 64 sono di Fred Gray.
Un altro videogioco sulle Madball, Madballs in Babo: Invasion, uscì nel 2009.

## Modalità di gioco
Il giocatore controlla inizialmente la palla Dust Brain, il cui giocattolo originale ha l'aspetto di una mummia, e ha l'obiettivo di spingere le altre palle giù dalle piattaforme artificiali del pianeta Orb. La visuale sulla piattaforma attuale è dall'alto, con scorrimento multidirezionale. Tutte le palle rimbalzano perennemente, con l'effetto visivo di ingrandirsi e rimpicciolirsi. Il giocatore può muovere la palla liberamente sulla piattaforma, controllando le direzioni dei rimbalzi e usando il pulsante/tasto di fuoco come freno.
Si possono incontrare e urtare altre 7 Madball corrispondenti a specifici personaggi e molte altre palle anonime dette "burocrati", tutte a loro volta intenzionate a spingere fuori la palla del giocatore. Mentre i burocrati hanno solo una funzione di disturbo, le Madball sono l'obiettivo e quando si riesce a spingerne fuori una, essa finisce dentro un tubo in basso allo schermo ed entra a far parte della squadra del giocatore. Questi può quindi decidere di cambiare la palla che sta usando con la prima di quelle accumulate nel tubo, andando in specifici punti di scambio. Inoltre le palle nel tubo fanno da vite extra: se si precipita si perde la palla e il gioco continua con una delle palle accumulate, ma se non se ne hanno la partita termina. Per vincere bisogna impadronirsi di tutte le 8 Madball.
Le piattaforme sono circondate dal precipizio e hanno sopra buchi e vari tipi di elementi che influenzano le palle, come piramidi, catapulte, trampolini, gomme respingenti, chiazze d'olio scivolose, uova e galline da schiacciare per punti bonus. Ci sono anche dei buchi di passaggio che permettono di trasferirsi tra le varie aree che compongono l'intero mondo di gioco. In ciascuna area si aggira una sola Madball oltre ai burocrati.
Le otto palle personaggio, dalle fattezze poco distinguibili graficamente, sono tutte caratterizzate da capacità diverse. Ciascuna ha un proprio valore di velocità, forza e fame (Dust Brain è nella media su tutte e tre). La forza determina quanto la palla è difficile da deflettere negli scontri, mentre la fame determina il tasso di consumo d'energia. La palla attuale ha infatti un proprio indicatore dell'energia, che può essere ricaricata saltando sopra il cibo, ma ogni personaggio predilige solo uno o più tipi di cibo. Esaurire l'energia non è letale ma rende la palla più vulnerabile.